# Réservoir Wickiup
Le réservoir Wickiup (Wickiup Reservoir) est un lac artificiel situé dans l'Oregon dans le comté de Deschutes.

## Description
Le lac est localisé à environ 100 km au sud-ouest de la localité de Bend à l'intérieur de la forêt nationale de Deschutes.
Le lac est né à la suite de la construction en 1949 du barrage Wickiup sur la rivière Deschutes. Le barrage fait environ  4 km de long et le lac a une superficie totale de 45 km2. Sa profondeur moyenne est de 6 m alors qu'elle peut atteindre au maximum 21 m. La zone est appréciée des touristes pour la pêche, pour les sports nautiques et plusieurs campings sont présents à proximité,.